# Пођо-Ђерба (Асти)
Пођо-Ђерба је насеље у Италији у округу Асти, региону Пијемонт.
Према процени из 2011. у насељу је живело 100 становника. Насеље се налази на надморској висини од 178 м.